# Sapromyza victoriae
Sapromyza victoriae är en tvåvingeart som beskrevs av Malloch 1925. Sapromyza victoriae ingår i släktet Sapromyza och familjen lövflugor. Inga underarter finns listade i Catalogue of Life.